# کوه‌نگین شکم‌سفید
کوه‌نگین شکم‌سفید (نام علمی: Lampornis hemileucus) گونه‌ای مرغ مگس در تبار کوه‌نگین‌تباران (Lampornithini) از زیرتیرهٔ مگس‌مرغیان (Trochilinae) است که در کاستاریکا و پاناما یافت می‌شود.
کوه‌نگین شکم‌سفید تک‌نماد است. شواهدی وجود دارد که نشان می‌دهد به جنس لامپورنیس وابستگی ندارد.